# Jumpin' Jellyfish
Jumpin' Jellyfish is een paratower in de attractieparken Disney California Adventure Park en Tokyo DisneySea.
Jumpin' Jellyfish bestaat uit twee torens. Elke toren bezit zes voertuigen waarin elk plaats is voor twee personen. De torens hebben een hoogte van 18,2 m. Bezoekers komen niet verder dan 12,2 m hoogte. Een ritje in de Jumpin' Jellyfish duurt circa 90 s.

## Versies

### Disney California Adventure Park
Deze versie is geopend op 8 februari 2001 en was daarmee de eerste van alle versies in de Disney-parken. Jumpin' Jellyfish staat in het themagebied Pixar Pier.

### Tokyo DisneySea
Deze versie is geopend op 4 september 2001 en staat in het themagebied Mermaid Lagoon. Hij is een stuk kleiner dan de andere versie, om de attractie in het indoorgedeelte te kunnen laten passen.
Disneyland Resort · Lijst van attracties in Disney California Adventure Park
Tokyo Disney Resort · Lijst van attracties in Tokyo DisneySea · afbeeldingen